# ژان بارت
ژان بارت (فرانسوی: Jeanne Baret‎؛ که گاه باره یا باررت تلفظ می‌شد؛ ۲۷ ژوئیهٔ ۱۷۴۰ – ۵ اوت ۱۸۰۷) یک زن گردشگر، و گیاه‌شناس اهل فرانسه بود. او عضو لویی آنتوان بوگاینویل در سفر استعماری سال‌های ۱۷۶۶–۱۷۶۹ بود و به عنوان اولین زنی شناخته شده که به گرد کره زمین سفر کرده‌است.
او به عنوان یک مرد و با لباس مبدل به این اعزام پیوست و خود را «ژان بارت» نامید. این تنها راه برای پیوستن به این سفر اکتشافی بود. او کمی قبل از اعزام کشتی‌های بوگنویل از فرانسه، به عنوان نوکر و دستیار طبیعت پژوه اعزامی، فیلیبر کاممرچون (همچنین به عنوان کومرسون) ثبت نام کرد. طبق روایت بوگاویل، بارت خود یک گیاه‌شناس متخصص بود.

## زندگی
ژان بارت در ۲۷ ژوئیه سال ۱۷۴۰ در روستای لا کامل در منطقه بورگونی در مرکز فرانسه به دنیا آمد. سوابق تعمید وی باقی مانده و او را به صورت قانونی ژان بارت و ژان پوچارد معرفی می‌کنند. پدر وی بعنوان یک کارگر روزمزد شناخته می‌شود و به نظر می‌رسد که بی سواد بوده‌است؛ زیرا وی دفاتر ثبت محله را امضا نکرده‌است.
در سال ۱۷۶۶، بارت فرانسه را همراه با کشتی اکتشافی ایتیل (Étoile به معنی ستاره) ترک کرد و پس از بازگشت، وی به عنوان اولین زنی که در دور جهان سفر کرد، تاریخ را رقم زد. 
ژان بارت در پی یک تربیت روستایی، در شناسایی گیاهان مهارت یافت و به عنوان یک متخصص محلی در گیاهان دارویی به رسمیت شناخته شد. در اوایل دهه ۱۷۶۰، او شروع به کار برای گیاه‌شناس برجسته، فیلیبر کومرسون کرد. هنگامی که فرانسه اولین کنفرانس گردشگری جهان را در سال ۱۷۶۵ ترتیب داد، کومرسون به عنوان گیاه‌شناس این گروه دعوت شد. قوانین فرانسه زنان را از همراهی با کشتی‌های دریایی منع کرده بود، بنابراین بارت لباس مردانه پوشید تا در نقش مرد ظاهر شود و به عنوان دستیار به کومرسون خدمت کند. این زوج در طول سفر خود بیش از ۶۰۰۰ نمونه گیاهی جمع‌آوری کردند.
سرانجام در تاهیتی، خدمه کشف کردند که بارت لباس مردانه پوشیده‌است. او و کومرسون سفر خود را در جزیره موریس در سال ۱۷۶۸ به پایان رساندند. بارت قبل از بازگشت به فرانسه، سالها در آنجا ماند.
نزدیک به دو سده پس از مرگ او، در سال ۲۰۱۲، هنگامی که یک گیاه تازه از سرده بادنجان یا سولانوم (Solanum) - که شامل سیب زمینی، گوجه فرنگی و بادمجان است - کشف شد، سرانجام بارت افتخار شناخته شدن به‌عنوان یک گیاه‌شناس را به دست آورد؛ نام این گونه را بارتیای baretiae گذاشتند.